# Sporting de Kansas City
Maillots
Actualités
Dernière mise à jour : 18 octobre 2022.
Le Sporting de Kansas City (anciennement les Wizards de Kansas City) est un club franchisé de football professionnel basé dans l'aire métropolitaine de Kansas City. Le stade est situé à Kansas City dans l'État du Kansas, le siège à Kansas City  dans l'état du Missouri.

## Histoire
L'équipe de MLS de Kansas City est créée sous le nom du Wiz de Kansas City par l'homme d'affaires Lamar Hunt, déjà propriétaire dans la même ville de la franchise de National Football League des Chiefs de Kansas City. L'équipe remporte son premier match face au Rapids du Colorado le 13 avril 1996. Dès la première saison, la franchise atteint les séries éliminatoires, s'inclinant en finale de conférence contre le Galaxy de Los Angeles.
Le Wiz change de nom la saison suivante, à cause d'une action en justice engagée par l'entreprise de vente de matériel électronique Wiz. Les désormais Wizards se placent premier de la conférence Ouest en 1997 mais échouent en demi-finale de conférence.
Après deux saisons sans succès, le club engage comme entraîneur Bob Gansler. En six saisons sous sa direction, la franchise engrange un Supporters' Shield, une Coupe MLS, une Coupe des États-Unis et atteint la demi-finale de la Coupe des champions de la CONCACAF 2002.
En 2005, la franchise passe de la conférence Ouest à la conférence Est, à la suite d'une nouvelle expansion en MLS. Les résultats sportifs et la situation interne du club sont inquiétants, au point que l'idée de changer la franchise de ville est évoquée. Un consortium d'hommes d'affaire de Kansas City, OnGoal LLC, dédié à garder la franchise dans la ville, rachète le club à Lamar Hunt en août 2006. Les résultats demeurent contrastés, avec seulement deux participations en séries sur les cinq saisons qui suivent.
En 2011, la franchise effectue un rebranding, adoptant un nouveau logo et un nouveau nom, le Sporting de Kansas City. Elle emménage en juin dans un nouveau stade, le Livestrong Sporting Park. En 2011, l'équipe termine en première position de sa conférence mais elle échoue néanmoins en séries. Ce scénario se reproduit en 2012, mais la fin de saison est surtout marquée par le titre en coupe des États-Unis.
L'année suivante, le Sporting termine deuxième de la MLS, mais remporte le titre aux tirs au but contre le Real Salt Lake.
Une nouvelle expansion de la MLS en 2015 fait repasser le Kansas City dans la conférence Ouest. En 2015 et en 2017, le club remporte deux nouvelle Coupe des États-Unis.

## Palmarès et statistiques

### Trophées
| Compétitions nationales | Compétitions internationales                                                           | Trophées mineurs                            |
| - Coupe MLS (2) - Champion : 2000 et 2013. - Vice-champion : 2004. - Supporters' Shield (1) - Vainqueur : 2000. - Lamar Hunt US Open Cup (4) - Vainqueur : 2004, 2012, 2015 et 2017. | - Ligue des champions de la CONCACAF : - Cinq participations. - Demi-finaliste : 2019. | - Desert Diamond Cup (1) - Vainqueur : 2011 |

### Bilan par saison
| Saison | Saison régulière | Saison régulière | Saison régulière | Saison régulière | Saison régulière | Saison régulière | Saison régulière | Position | Position | Coupe MLS                 | US Open Cup        | Ligue des champions CONCACAF | Affl. moy. saison régulière | Affl. moy. séries éliminat. |
| Saison | M                | V                | N                | D                | BP               | BC               | Pts              | Conf.    | Ligue    | Coupe MLS                 | US Open Cup        | Ligue des champions CONCACAF | Affl. moy. saison régulière | Affl. moy. séries éliminat. |
| ------ | ---------------- | ---------------- | ---------------- | ---------------- | ---------------- | ---------------- | ---------------- | -------- | -------- | ------------------------- | ------------------ | ---------------------------- | --------------------------- | --------------------------- |
| 1996   | 32               | 17               | -                | 15               | 61               | 63               | 41               | 3e/5     | 5e/10    | Finale de conférence      | Quart de finale    | Non qualifié                 | 12 878                      | 7 754                       |
| 1997   | 32               | 21               | -                | 11               | 57               | 51               | 49               | 1er/5    | 2e/10    | Demi-finale de conférence | Troisième tour     | Non qualifié                 | 9 058                       | 10 174                      |
| 1998   | 32               | 12               | -                | 20               | 45               | 50               | 32               | 6e/6     | 11e/12   | Non qualifié              | Troisième tour     | Non qualifié                 | 8 073                       | N/Q                         |
| 1999   | 32               | 8                | -                | 24               | 33               | 53               | 20               | 6e/6     | 11e/12   | Non qualifié              | Non qualifié       | Non qualifié                 | 8 183                       | N/Q                         |
| 2000   | 32               | 16               | 9                | 7                | 47               | 29               | 57               | 1er/4    | 1er/12   | Champion                  | Deuxième tour      | Non qualifié                 | 9 112                       | 8 243                       |
| 2001   | 27               | 11               | 3                | 13               | 33               | 53               | 36               | 3e/4     | 7e/12    | Demi-finale de conférence | Troisième tour     | Non tenue                    | 10 954                      | 5 803                       |
| 2001   | 27               | 11               | 3                | 13               | 33               | 53               | 36               | 3e/4     | 7e/12    | Demi-finale de conférence | Troisième tour     | Phase de groupes (CM)        | 10 954                      | 5 803                       |
| 2002   | 28               | 9                | 9                | 10               | 37               | 45               | 36               | 5e/5     | 8e/10    | Demi-finale de conférence | Demi-finale        | Demi-finale                  | 12 255                      | 9 484                       |
| 2003   | 30               | 11               | 9                | 10               | 48               | 44               | 42               | 2e/5     | 4e/10    | Finale de conférence      | Quatrième tour     | Non qualifié                 | 15 573                      | 10 712                      |
| 2004   | 30               | 14               | 7                | 9                | 38               | 30               | 49               | 1er/5    | 2e/10    | Finale                    | Champion           | Non qualifié                 | 14 816                      | 11 077                      |
| 2005   | 32               | 11               | 12               | 9                | 52               | 44               | 45               | 5e/6     | 9e/12    | Non qualifié              | Quart de finale    | Quart de finale              | 9 691                       | N/Q                         |
| 2006   | 32               | 10               | 8                | 14               | 43               | 45               | 38               | 5e/6     | 11e/12   | Non qualifié              | Quatrième tour     | Non qualifié                 | 11 083                      | N/Q                         |
| 2007   | 30               | 11               | 7                | 12               | 45               | 45               | 40               | 5e/7     | 8e/13    | Finale de conférence      | Tour préliminaire  | Non qualifié                 | 11 586                      | 12 242                      |
| 2008   | 30               | 11               | 9                | 10               | 37               | 39               | 42               | 4e/7     | 6e/14    | Demi-finale de conférence | Quart de finale    | Non qualifié                 | 10 686                      | 10 385                      |
| 2009   | 30               | 8                | 9                | 13               | 33               | 42               | 33               | 6e/7     | 13e/15   | Non qualifié              | Quart de finale    | Non qualifié                 | 10 053                      | N/Q                         |
| 2009   | 30               | 8                | 9                | 13               | 33               | 42               | 33               | 6e/7     | 13e/15   | Non qualifié              | Quart de finale    | Phase de groupes (SL)        | 10 053                      | N/Q                         |
| 2010   | 30               | 11               | 6                | 13               | 36               | 35               | 39               | 3e/8     | 9e/16    | Non qualifié              | Tour préliminaire  | Non qualifié                 | 10 287                      | N/Q                         |
| 2011   | 34               | 13               | 12               | 9                | 50               | 40               | 51               | 1er/9    | 5e/18    | Finale de conférence      | Quart de finale    | Non qualifié                 | 17 810                      | 19 702                      |
| 2012   | 34               | 18               | 9                | 7                | 42               | 27               | 63               | 1er/10   | 2e/19    | Demi-finale de conférence | Champion           | Non qualifié                 | 19 364                      | 20 894                      |
| 2013   | 34               | 17               | 7                | 10               | 47               | 30               | 58               | 2e/10    | 2e/19    | Champion                  | Huitième de finale | Non qualifié                 | 19 709                      | 20 777                      |
| 2014   | 34               | 14               | 7                | 13               | 48               | 41               | 49               | 5e/10    | 10e/19   | Premier tour              | Huitième de finale | Quart de finale              | 20 003                      | N/A                         |
| 2014   | 34               | 14               | 7                | 13               | 48               | 41               | 49               | 5e/10    | 10e/19   | Premier tour              | Huitième de finale | Phase de groupes             | 20 003                      | N/A                         |
| 2015   | 34               | 14               | 9                | 11               | 48               | 45               | 51               | 6e/10    | 10e/20   | Premier tour              | Champion           | Non qualifié                 | 20 048                      | N/A                         |
| 2016   | 34               | 13               | 8                | 13               | 42               | 41               | 47               | 5e/10    | 8e/20    | Premier tour              | Huitième de finale | Phase de groupes             | 19 549                      | N/A                         |
| 2017   | 34               | 12               | 13               | 9                | 40               | 29               | 49               | 5e/11    | 11e/22   | Premier tour              | Champion           | Non qualifié                 | 19 537                      | N/A                         |
| 2018   | 34               | 18               | 8                | 8                | 65               | 40               | 62               | 1er/12   | 3e/23    | Finale de conférence      | Quart de finale    | Non qualifié                 | 19 950                      | 20 005                      |
| 2019   | 34               | 10               | 8                | 16               | 49               | 67               | 38               | 11e/12   | 21e/24   | Non qualifié              | Quatrième tour     | Demi-finale                  | 18 601                      | N/Q                         |
| 2020   | 21               | 12               | 3                | 6                | 38               | 25               | 39               | 1er/12   | 3e/26    | Demi-finale de conférence | Annulée            | Non qualifié                 | N/A                         | N/Q                         |
| 2021   | 34               | 17               | 7                | 10               | 58               | 40               | 58               | 3e/13    | 4e/27    | Demi-finale de conférence | Non tenue          | Non qualifié                 | 18 757                      | 20 734                      |
| 2022   | 34               | 11               | 7                | 16               | 42               | 54               | 40               | 12e/14   | 22e/28   | Non qualifié              | Demi-finale        | Non qualifié                 | 18 365                      | N/Q                         |

#### Meilleurs buteurs par saison
| Saison | Meilleurs buteurs | Meilleurs buteurs |
| Saison | Joueurs           | Buts              |
| ------ | ----------------- | ----------------- |
| 1996   | Preki             | 18                |
| 1997   | Preki             | 12                |
| 1998   | Mo Johnston       | 11                |
| 1999   | Preki             | 7                 |
| 2000   | Miklos Molnar     | 12                |
| 2001   | Roy Lassiter      | 7                 |
| 2002   | Chris Klein       | 7                 |
| 2002   | Preki             | 7                 |
| 2003   | Preki             | 12                |
| 2004   | Josh Wolff        | 10                |
| 2005   | Josh Wolff        | 10                |

| Saison | Meilleurs buteurs | Meilleurs buteurs |
| Saison | Joueurs           | Buts              |
| ------ | ----------------- | ----------------- |
| 2006   | Scott Sealy       | 10                |
| 2007   | Eddie Johnson     | 15                |
| 2008   | Davy Arnaud       | 7                 |
| 2009   | Josh Wolff        | 11                |
| 2010   | Kei Kamara        | 10                |
| 2011   | Omar Bravo        | 9                 |
| 2011   | Teal Bunbury      | 9                 |
| 2011   | Kei Kamara        | 9                 |
| 2012   | Kei Kamara        | 12                |
| 2013   | Claudio Bieler    | 10                |
| 2014   | Dom Dwyer         | 22                |

| Saison | Meilleurs buteurs | Meilleurs buteurs |
| Saison | Joueurs           | Buts              |
| ------ | ----------------- | ----------------- |
| 2015   | Dom Dwyer         | 12                |
| 2016   | Dom Dwyer         | 16                |
| 2017   | Gerso Fernandes   | 10                |
| 2018   | Dániel Sallói     | 16                |
| 2019   | Felipe Gutiérrez  | 13                |
| 2019   | Krisztián Németh  | 13                |
| 2020   | Alan Pulido       | 7                 |
| 2021   | Dániel Sallói     | 16                |
| 2021   | Johnny Russell    | 16                |
| 2022   | Johnny Russell    | 10                |

## Personnalités du club

### Entraîneurs
Le tableau suivant présente la liste des entraîneurs du club depuis 1996.
| Rang | Entraîneur            | Nationalité | Début            | Fin              | Matchs | Victoires | Nuls | Défaites | % victoires | Palmarès                                                                        |
| ---- | --------------------- | ----------- | ---------------- | ---------------- | ------ | --------- | ---- | -------- | ----------- | ------------------------------------------------------------------------------- |
| 1    | Ron Newman            | Angleterre  | 11 octobre 1995  | 14 avril 1999    | 110    | 37        | 25   | 48       | 33.64%      | '                                                                               |
| 2    | Ken Fogarty (intérim) | Angleterre  | 14 avril 1999    | 28 avril 1999    | 3      | 0         | 1    | 2        | 0%          |                                                                                 |
| 3    | Bob Gansler           | États-Unis  | 28 avril 1999    | 19 juillet 2006  | 270    | 106       | 64   | 100      | 39.26%      | 1x Coupe MLS (2000) 1x Supporters' Shield (2000) 1x Coupe des États-Unis (2004) |
| 4    | Brian Bliss           | États-Unis  | 19 juillet 2006  | 27 novembre 2006 | 22     | 5         | 6    | 11       | 22.73%      |                                                                                 |
| 5    | Curt Onalfo           | États-Unis  | 27 novembre 2006 | 3 août 2009      | 92     | 29        | 29   | 34       | 31.52%      |                                                                                 |
| 6    | Peter Vermes          | États-Unis  | 4 août 2009      | 31 mars 2025     | 515    | 222       | 122  | 171      | 43.11%      | 1x Coupe MLS (2013) 3x Coupe des États-Unis (2012, 2015, 2017)                  |

## Stades

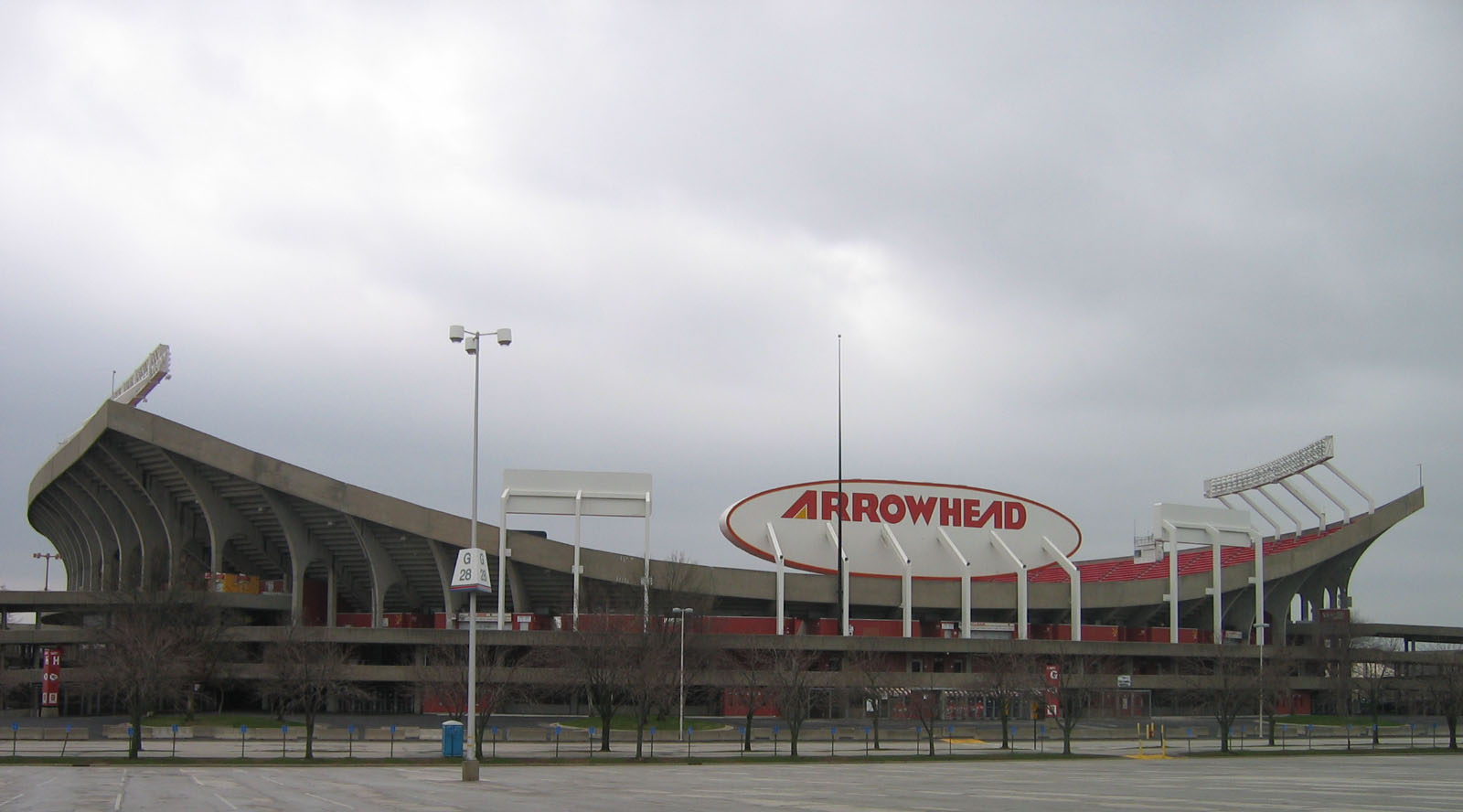
Arrowhead Stadium.

- Arrowhead Stadium ; Kansas City, Missouri (1996–2007)
- Blue Valley Sports Complex ; Overland Park (2001, 2004, 2006, 2011) 6 matchs en US Open Cup
- Julian Field ; Valley Park (Missouri) (2005) 2 matchs en US Open Cup
- CommunityAmerica Ballpark ; Kansas City (Kansas) (2008–2010)
- Hermann Stadium ; St. Louis, Missouri (2009) 1 match en SuperLiga Nord Americaine
- Stanley H. Durwood Stadium ; Kansas City, Missouri (2010) 1 match en US Open Cup
- Children's Mercy Park ; Kansas City (Kansas) (2011–aujourd'hui)

De 1996 à 2007, les Wizards ont joué les matchs à domicile a l'Arrowhead Stadium, le Stade utilisé principalement par le Chiefs de Kansas City pour le football américain.L'Assistants de gestion a gardé l'extrémité ouest de la pointe de flèche tarped off pour les 10 premières années de jeu, ce qui limite assise près du terrain. En 2006, les fans pouvaient s'asseoir tout autour du terrain, mais en 2007 sièges était uniquement disponible sur les lignes de côté . Après la saison 2007 final à Arrowhead, les Wizards ont continué à utiliser le stade pour certains grands événements. En 2008, le club a joué un match de saison régulière à domicile contre le Los Angeles Galaxy dans le stade pour accueillir la foule attendue pour David Beckham. Encore une fois en 2010, les Wizards ont joué un Version[pas clair] ici contre le club anglais de Manchester United, une victoire 2-1.
Les Wizards ont conclu un accord avec le Kansas City T-Bones à utiliser leur stade, CommunityAmerica Ballpark, au cours des saisons 2008 et 2009. L'affaire a ensuite été étendu jusqu’en 2010. Le stade, situé en face de la ligne d'état à Kansas City, Kansas, a construit une nouvelle section de gradins financé par les Assistants afin d'augmenter sa capacité à 10.385 places. Cette initiative fait des Wizards la troisième équipe des MLS a partager leur terrain avec une baseball équipe. D.C. United avait été le partage RFK Stadium avec Major League Baseball de l 'Nationals de Washington en Washington, DC, avant le passage de ce dernier dans Nationals Park. Le San Jose Earthquakes utilisé Oakland-Alameda County Coliseum en Oakland, la maison du Athletics d'Oakland (et Oakland Raiders), pour certains jeux lors de l'édition 2008 et 2009 saisons

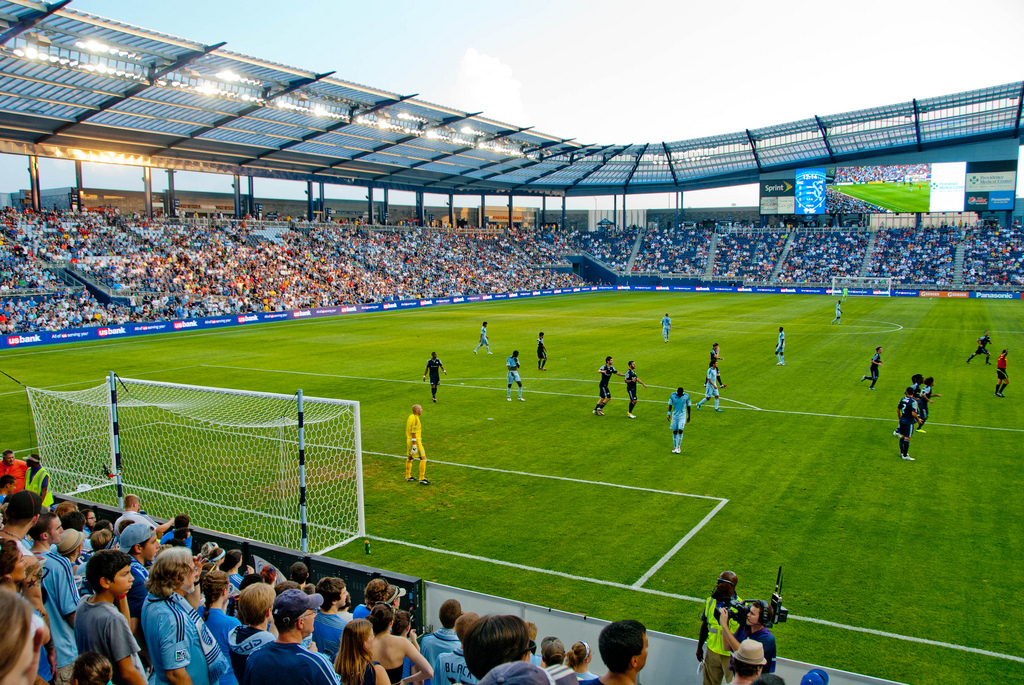
Un match en 2011.

Les Wizards prévu à l'origine pour retourner à Kansas City, Missouri, et de construire un nouveau stade là - provisoirement appelé Trails Stade - dans le cadre d'un aménagement majeur. L'équipe a reçu toutes les approbations requises et qu'il attendait la démolition du site, mais la crise financière de 2008-09 a finalement abouti à la mise à mort du projet Trails Stadium. Le développeur a ensuite cherché un nouveau site, rapidement s'installer sur un développement similaire à Kansas City, Kansas, connu sous le nom West Village, près de CommunityAmerica Ballpark et Kansas Speedway
En septembre 2009, le promoteur a demandé à Wyandotte County et Kansas fonctionnaires de l'État pour l'autorisation d'utiliser les revenus provenant existant financé par de nouvelles taxes dans le West Village zone à aider à financer le complexe de soccer. Le 17 décembre, Wizards président Robb Heineman fait le point sur la situation du stade publié sur le site officiel de l'équipe et du blog,, essentiellement l'identification de Kansas City, Kansas, l'emplacement comme définitif, en attendant la signature des accords définitifs. Le 21 décembre, les machines de construction était déjà sur le site Legends attente d'innover,. Le 19 janvier 2010, Wyandotte County approuvé les obligations pour aider à financer le stade, et le 20 janvier la cérémonie d'inauguration a été faite, avec les assistants chef de la direction Robb Heineman utilisation de machinerie lourde à déplacer la saleté sur le chantier.

## Historique du logo

Wizards de Kansas City (1997—2006)
Wizards de Kansas City (2006—2010)
Sporting Kansas City (2010—2015)
Sporting Kansas City (2015—)

## Sporting II de Kansas City

Logo des Swope Park Rangers.

### Histoire
Le 11 août 2015, il est annoncé que le Sporting Kansas City sera propriétaire d'une franchise en USL à compter de la saison 2016. Le 22 octobre suivant, la USL annonce officiellement l'arrivée de la nouvelle franchise, la 30e dans la ligue, sous le nom de Swope Park Rangers.  Les Rangers remplacent alors le Oklahoma City Energy FC comme équipe affiliée en USL et se voient nommés après le surnom donné à l'équipe réserve du Sporting en 2008,. Cette nouvelle franchise devient également la troisième à être affiliée au Sporting après un premier partenariat avec le Orlando City SC puis avec Oklahoma City Energy FC.
Par la suite, le Canadien Marc Dos Santos, qui a mené le Fury d'Ottawa au Soccer Bowl de la NASL en 2015, est nommé premier entraîneur-chef des Rangers le 20 novembre 2015.

### Bilan par saison
| Année | Ligue | Saison régulière | Saison régulière | Saison régulière | Saison régulière | Saison régulière | Saison régulière | Saison régulière | Saison régulière | Position | Position | Séries | US Open Cup  |
| Année | Ligue | M                | V                | N                | D                | BP               | BC               | Pts              | Aff.             | Conf.    | Ligue    | Séries | US Open Cup  |
| ----- | ----- | ---------------- | ---------------- | ---------------- | ---------------- | ---------------- | ---------------- | ---------------- | ---------------- | -------- | -------- | ------ | ------------ |
| 2016  | USL   | 30               | 14               | 6                | 10               | 45               | 36               | 48               | 1 753            | 4e       | 9e       | Finale | Non éligible |
| 2017  | USL   | 32               | 17               | 7                | 8                | 55               | 37               | 58               | 1 015            | 4e       | 5e       | Finale | Non éligible |